# サワラ (植物)
サワラ（椹、学名: Chamaecyparis pisifera）は、裸子植物マツ綱のヒノキ科ヒノキ属に分類される常緑高木になる針葉樹の一種である。ヒノキに比べて枝葉がまばらである。小枝は十字対生する鱗片状の葉によって扁平に覆われ、裏面にX字形または蝶形の白色の気孔帯がある。"花期"は4月、球果は木質でその年の秋に熟し、球形で直径5–7ミリメートル、果鱗先端部はくぼむ。日本固有種であり、本州から九州の山地帯（冷温帯）から亜高山帯の谷筋などに自生する。材はヒノキより柔らかいが耐水性に優れ、においが少ないことから、桶や飯櫃、曲物などに利用され、また木曽五木の1つとされる。ヒムロ、シノブヒバ、ヒヨクヒバなどの園芸品種があり、庭園や生垣に植栽される。「サワラ」の名は、材が柔らかいこと、または枝葉がヒノキよりもまばらであることを示す「さわらか」に由来するとされる。

## 名称
「サワラ」の和名は、材が「さわらか（柔らかい）」な木を示す「サワラギ」に由来するとされる。また、ヒノキに比べて枝葉が密生してないことを示す「さわらか（すっきりしている）」に由来するともされる。
九州では、サワラのことを形態的によく似ている「アスナロ」とよぶことがある。
学名 Chamaecyparis pisifera のうち、属名の Chamaecyparis は「球果の小さなイトスギ」を意味し、また種小名の pisifera は「洋ナシ形」を意味しており、おそらく種子の形を示している。

## 特徴
常緑高木になる針葉樹であり、幹は直立し、大きなものは樹高15 - 30メートル (m)、胸高直径100センチメートル (cm) になる（図1, 2a, b）。福島県いわき市にある「沢尻の大ヒノキ（サワラ）」は国の天然記念物に指定されている唯一のサワラであり、樹高 29 m、幹周 10 m に達する。樹冠は円錐形、ヒノキに比べて枝がまばらであり、樹冠が透けている傾向がある（図1, 2b）。樹皮は灰褐色から赤褐色、縦に細長く薄く剥がれ、スギに似ている（下図2c）。
小枝は平面状に分枝し、十字対生する背腹左右が異なる形の葉によって扁平に覆われる。葉は鱗片状（鱗状葉）で長さ約2 - 3ミリメートル (mm)、側葉の先端は尖り枝から離れる傾向があり、ヒノキに比べてやや薄い緑色で光沢が弱く、背面に不明瞭な腺点がある（下図3）。枝葉裏面（背軸側）の気孔帯は白色でヒノキよりも発達しており、X字形（蝶形）を呈する（下図3b）。ただし気孔帯が目立たない個体もある。ヒノキの葉先は尖らないのに対して、サワラでは葉先が鋭く尖る。冬芽は小枝の先にごく小さくつき、雄花の冬芽は紫褐色、雌花では橙色を帯びる。
雌雄同株、"花期"は4月ごろ。雄球花は小枝先端に単生し、楕円形（下図4a）、これを構成する小胞子葉（"雄しべ"）は紫褐色、花粉嚢（葯室）を3個つける。雌球花は泥白色、球形、10–12個の果鱗からなる。
球果は9–10月ごろに熟し、木質、球形、直径 5–7 mm（ヒノキより小さい）、果鱗先端は盾状、乾燥すると盾状部の中央が杯状にくぼむ（下図4b）。種子は腎形、およそ 2.5 × 4 mm、両側に広い翼がある。染色体数は 2n = 22。
材の精油成分としては、カジネン、カジノールが報告されており、またヒノキチオールなどのツヤプリシンは含まない。葉に含まれる精油成分として、α-ピネン、δ-3-カレン、ミルセン、酢酸ボルニルなどを含む。また、葉には、抗菌性のあるピシフェリン酸およびその化合物が含まれる。

## 分布・生態
日本固有種であり、本州中部（福島県から福井県）に分布し、さらに岩手県（早池峰山）、和歌山県、広島県、九州（熊本県、長崎県島原半島）に散在的に見られる。山地帯（冷温帯、ブナ帯）から亜高山帯に自生する（下図5）。谷筋の湿ったところに生育し、生長が速い。ときに植林されるが、自生のものとの区別が難しい。植栽されたものも含め、奥山のほか、公園樹や庭木としても見られる。
サワラを含む保護林として、「滝サワラ希少個体群保護林」（7.5ヘクタール、福島県須賀川市）、「寝覚の床サワラ遺伝資源希少個体群保護林」（57ヘクタール、長野県木曽郡上松町）、「木曽生物群集保護林」（10,392ヘクタール、長野県木曽郡王滝村、上松町、大桑村、岐阜県中津川市）などがある。

## 人間との関わり

### 木材
材はヒノキよりも軽軟でもろいため柱など構造材には向いていないが、加工しやすく建築、器具、曲物などに使われる。耐水性・耐湿性が高いため風呂桶や手桶、浴室用材などに用いられる。また材ににおいが少ないため、飯台や米びつなど食品に関わる材料に好まれる。サワラは、ヒノキ、アスナロ、クロベ（ネズコ）、コウヤマキとともに木曽五木とされる。木曽五木を材料とする箱物などは木曽材木工芸品とよばれ、長野県の伝統的工芸品に指定されている。
心材はくすんだ黄褐色から紅色をおびた黄褐色、辺材は淡白色。肌目は精、年輪はやや不明瞭、光沢はヒノキに劣る。材は軽軟で爪で押すと容易に傷つくほどであり、気乾比重は0.28–(0.34)–0.40。乾燥は容易であるが、割れやすい。耐久性は中程度だが、耐水性・耐湿性が高い。

### 観賞用
サワラは園芸用に広く用いられており、庭園、生垣などに植栽されている。園芸品種としては、野生型ほど大きくならないものが多い。日当たりが良い場所から半日陰で、水はけが良い湿った環境を好む。ただし、根付くと乾燥には強い。ふつう挿し木で増やす。
多数の園芸品種があり、日本において代表的なものとして以下のものがある。中でも庭木に使われるヒヨクヒバ、オウゴンヒヨクヒバは共に枝先が糸状に垂れるのが特徴で、ヒヨクヒバは葉が明るい緑色、オウゴンヒヨクヒバは葉が黄色みを帯びる。
- ヒムロ（檜榁、姫榁、ヒムロ杉、シモフリヒバ、綾杉） Chamaecyparis pisifera ‘Squarrosa’[8][39][24][40][25][41]
葉が軟質で針状線形、長さ 6 mm ほどになり、やや開いて密に十字対生し、青白緑色を呈し、裏面（背軸面）に2本の気孔帯がある（下図6a）。新芽が黄色になるオウゴンヒムロ、低木で葉がやや短く細いヒメヒムロ、低木で樹形が球状になるタマヒムロなどがある。ボーバード（ボールバード[42]、‘Boulevard’）はヒムロの枝変わり品であり、葉は柔らかくやや湾曲して密につく。
- シノブヒバ（忍檜葉）Chamaecyparis pisifera ‘Plumosa’[8][16][43][24]
葉が薄く、細長く、先端が枝を離れてとがる（下図6b）。葉が黄金色になるオウゴンシノブヒバ（ニッコウヒバ、ホタルヒバ、‘Plumosa Aurea’）などもある。
- ヒヨクヒバ（比翼檜葉、イトヒバ） Chamaecyparis pisifera ‘Filifera’[16][8][44][24][25]
小枝が細長く、垂れる（下図6c）。葉が黄金色になるオウゴンヒヨクヒバ（‘Filifera  Aurea’、下図6d）や、その中で矮性であるゴールデンモップ（‘Golden Mop’）がある。

そのほか、‘Variegata’（バリエガータ）、‘Aurea’（オウゴンサワラ）、‘Gold Spangle’（ゴールドスパングル）、‘Gold Dust’（ゴールドダスト）、‘Winter Gold’（ウインターゴールド）、‘Vintage Gold’、‘Yadkin Valley Gold’、‘Sungold’、‘Cream Ball’、‘White Pygmy’（ホワイトピグミー）、‘Snow’、‘True Blue’、‘Baby Blue’、‘Compacta’、‘Nana’（ナナ）、‘Spaans Cannonball’（スパーンズキャノンボール）、‘Filiformis’（フィリフォルミス）、‘Curly Tops’、‘Dow Whiting’、‘Lemon Thread’、‘Tsukumo’ などの園芸品種がある。

## 系統・分類
サワラはヒノキ科ヒノキ属に属し、日本を代表する林業用樹種であるヒノキと同属に属する。形態的にもサワラはヒノキによく似ているが、ヒノキよりも枝がまばらである。また鱗形葉はサワラの方が薄く、光沢が少なく、先端が尖り、背面に腺点があり、白い気孔帯が発達してX字形から蝶形（ヒノキの気孔帯は細くY字形）である点でヒノキとは異なる。球果はサワラの方がやや小さく直径 5–7 mm（ヒノキは 8–12 mm）、やや柔らかい。サワラの種子は腎形で翼が幅広いのに対し、ヒノキの種子はやや円形で翼は狭い。生態的には、ヒノキは山の中腹部より上の乾いた土地に生えるが、サワラは谷筋の湿ったところで育つ。
ヒノキ属の中では、ヒノキなどよりもベニヒにより近縁である。
サワラは、同属のヒノキとの間に繁殖能力のある雑種を形成可能であり、サワラを雄親とする例と、雌親とする例の両方が知られている。また、北米西岸域に分布するローソンヒノキも、サワラを雄親としたときに充実種子（中身が詰まっており、発芽できると思われる種子）を形成するが、この雑種実生は葉緑体に異常があり、多くは発芽直後に枯死してしまうことが報告されている。

## 著名なサワラ
- 沢尻の大ヒノキ（福島県いわき市川前町上桶売） - 国の天然記念物。登録名称は「ヒノキ」であるがサワラである。樹齢800 - 1000年といわれ、樹高29 m、幹周10 mは日本最大[49][50]。
- 袖口のサワラ林（山梨県山梨市牧丘町杣口） - 「山梨の森林100選」。杣口林道沿いの付近一帯だけが大きなサワラ林となっている。大きなものは幹周5.7 m、樹高27 m、樹齢約300年とされる[51]。